# Centrum för distansöverbryggande teknik
Centrum för Distansöverbryggande Teknik (CDT) är en centrumbildning på Luleå tekniska universitet. Centrumbildningen är ett samverkanscentrum där telekommunikationsföretag, IT-företag, bas- och energiindustri, tjänsteinriktade företag, universitet samt regionala organisationer tillsammans driver utvecklingsfrågor inom informations- och kommunikationsteknik.
CDT grundades 1994 av bland annat Ericsson, Telia och Luleå tekniska universitet. Östen Mäkitalo ”mobiltelefonins fader” valdes till ordförande. Det markerade starten på en lång resa under hans ledning. En rad företag har kommit igång via CDT. Bland avknoppningarna finns Effnet, Operax, IT Norrbotten och Marratech, som senare kom att köpas upp av Google. 2000 startades Mäkitalo Research center som en del av CDT. Verktsamhetsansvarig för CDT var Thomas Henriksson mellan 1995 och 1997 och Mikael Börjeson mellan 1997 och 2014. eStreet- och Arena-projekten omnämns fortfarande som de första projekten som drevs som det som i dag kallas för Living Labs, det vill säga forskningsprojekt som engagerar användarna under alla faser av projekten.  2006 var CDT drivande i bildandet av ENoLL, .  Under Sveriges EU-ordförandeskap 2009 var CDT värd för en stor EU-konferens, . 